# Katopsis
Katopsis (Catopsis) je rod epifytických rostlin z čeledi broméliovitých. Řadí se k němu přibližně 18 až 26 tropických druhů.

## Nomenklatura
Catopsis Griseb.,  1864
Typ
C. nitida (Hook.) Griseb.,  1864 (≡Tillandsia nitida Hook., 1827),  lektotyp
Nomenklatorická synonyma
≡Tussacia Willd.,  1856; non Willd.,  1829, nec Bentham, 1846
≡Pogospermum Brongn.,  1864
Taxonomická synonyma
=Tillandsia L.,  1753, p. p.
Rod Catopsis v roce 1864 vyčlenil německý botanik August Grisebach z širšího rodu Tillandsia. Někteří autoři jako jeho typový druh uvádějí C. nutans (Sw.) Griseb. (≡Tillandsia nutans Sw.), což je nesprávné, neboť tento druh nebyl při definici nového rodu do něj ještě zahrnut.

## Popis
Druhy rodu Catopsis jsou epifytické rostliny bez zřetelného stonku, s typickou růžicí listů, vytvářejících dutinu, v niž se shromažďuje dešťová voda. Květy jsou oboupohlavní, se samostatnými okvětními kalichy, volnými okvětními lístky, silně asymetrické, s tyčinkami obvykle ve dvou oddělených skupinách a s volnými nitkami. Semeníky jsou svrchní. Plody jsou vejčité nebo elipsoidní tobolky. Semena jsou světlehnědá až tmavohnědá, hrotnatá.

## Rozšíření
Zástupci tohoto rodu se vyskytují v Severní a Jižní Americe, a to na jižní Floridě, v Mexiku a ve všech dalších státech Střední Ameriky, na ostrovech Karibiku, v Ekvádoru, Venezuele a ve východní Brazílii.

## Stanoviště
Tyto rostliny rostou na stromech v deštných pralesích a to až do nadmořské výšky kolem 1100 m.

## Botanické druhy
- C. berteroniana Mez in C.DC.
- C. brevifolia Mez & Wercklé
- C. compacta Mez
- C. floribunda (Brongn.) L.B.Sm.
- C. hahnii Baker
- C. juncifolia Mez & Werckle
- C. minimiflora Matuda
- C. morreniana Mez in C.DC.
- C. nitida Baker
- C. nutans Baker
- C. paniculata Hort. ex Gentil
- C. pisiformis Rauh
- C. sessiliflora Mez
- C. subulata L.B.Sm.

### Zajímavý druh
U druhu Catopsis berteroniana byla spolehlivě prokázána nepravá masožravost (v čeledi broméliovitých byla shledána ještě u druhu Brocchinia reducta z rodu Brocchinia); mladé rostliny sice lapají hmyz do vody uvnitř růžice listů, ale protože samy nemají proteolytické enzymy, rozkládající kořist, jako pravé masožravé rostliny, spoléhají se při tom na spolupráci bakterií.

## Původ jména
Jméno rodu je odvozeno z řeckých slov κατά (katá, viset dolů) a οπσις (opsis, vyhlížet), protože plody na ohnutém pupečníku (funikulus) visí směrem dolů.